# Llissá de Vall
Llissá de Vall (oficialmente y en catalán, Lliçà de Vall) es un municipio de la comarca del Vallés Oriental situado en la Vall del Tenes y el límite de la llanura de Granollers. Está formado por tierras onduladas, con bosques de pinos, encinas y prados, salpicadas por urbanizaciones y zonas industriales. El pueblo nació en el centro geográfico de la actual término municipal, en el valle del río Mardano (hoy torrente Mardano). Este lugar se encuentra en el cruce de los antiguos caminos que iban hacia Caldas de Montbui, Llissá de Munt y Granollers.

## Historia
Los primeros restos de presencia humana en el Valle del Tenes datan del último periodo del Paleolítico, alrededor del 10 000 aC Son los hallazgos de una estancia temporal de cazadores-recolectores al torrente de la Fuente de Abril, en Santa Eulàlia de Ronçana y en Can Garriga del Solei, en Bigues. Las condiciones medioambientales, de vegetación y abundancia de agua, habrían favorecido este emplazamiento.
Si bien los registros arqueológicos han dado también la presencia de poblados ibéricos concentrados en pequeños  oppidum  fortificados en la zona del Vallès y de La Vall del Tenes no es hasta la romanización que los agricultores ibéricos bajaron en las zonas más planas, instalándose libremente o en dependencia de algunos propietarios colonizadores romanos recién llegados. Es el caso de Lliçà, cuyo nombre provendría, hipotéticamente, de la villa de un veterano licenciado del ejército, llamado Licius.
En Llissá de Vall no son extrañas los restos romanos que han aparecido, ya que representaba un lugar óptimo para el emplazamiento de una villa porque reunía dos de los factores más importantes: la proximidad de buenas vías de comunicación, como la Vía Augusta (que iba de la Jonquera hasta Cádiz), el camino de los Vasos Apolinares (que venía de Girona y pasaba por la Villa Semproniana -Granollers- , hasta  Arragonem  -Sabadell- y   Ad-Finas  -Martorell-) o la vía que unía  Iluro  (Mataró ) y   Aqua Calidae  (Caldes de Montbui) y la que iba de  Barcino  (Barcelona) a  Ausa  (Vic); y la disponibilidad de suficientes recursos acuíferos que ofrecía El Valle del Tenes.
Aunque el lugar ya estuvo poblado en época romana, no es mencionado hasta el 946, en un documento en el que aparece con el nombre de Licano Subteriore
El período histórico que va desde el siglo III d. C. hasta el siglo IX d. C. es bastante desconocido. Con la dominación visigótica, el régimen agrario de las villas romanas no cambió mucho. El año 985 Almanzor hizo una incursión por el Vallès donde arrasó la comarca, por lo tanto, podemos afirmar que el territorio lliçanenc se encontraba inmerso y rodeado de un hábitat bastante inseguro. A medida que los emperadores francos fueron conquistando territorios de la Cataluña Vella, empezaron a organizar el territorio dividiéndolo en condados y el Vallés Oriental quedó incluido en el condado de Barcelona.
A partir del siglo XI, con el feudalismo, se experimentó un cambio social en el que las comunidades campesinas perdieron su autonomía y fueron subordinándose a un poder más fuerte, ya fuera religioso o militar. La vida de estos campesinos se encuadró en los nuevos caseríos, núcleos domésticos y unidades básicas de producción. La parroquia servía de nexo entre las diferentes  villae  antiguas, y el castillo, la unidad más coercitiva y defensiva.
La protección eclesiástica que ofrecían las sagreras de las iglesias (zonas sagradas de protección frente a los asaltos feudales, 30 pasos alrededor de cada iglesia consagrada) después de los concilios de Paz y Tregua y Asamblea de Vic (1033), atrajo el hábitat de los agricultores en una época de gran inestabilidad, como es el caso de Lliçà. La parroquia de San Cristóbal de Llissá de Vall menciona por primera vez el 1038 y hay constancia de la sagrera desde finales del s. XI. Dentro del término de Llissá de Vall también estaba la capilla de San Juan, en Can Coll, de la que se tiene noticia desde el año 1009, cuando fue dotada por el mismo señor del castillo
La primera referencia al castillo de Lliçà (Castro Licano) es del año 1094, en el momento que el señor Albert Bernat el traspasaba a su hijo Bernat. Luego fue objeto de diferentes traspasos, pasando a ser propiedad de varios miembros de la nobleza, la iglesia e incluso el rey Juan I, pero el dominio real no es mantener. En el siglo XVII estaba bajo jurisdicción de la corte.
El crecimiento económico de la Alta Edad Media provocó la superpoblación en el campo, lo que hizo que explotaran tierras de baja calidad. El desequilibrio entre la población y los recursos se hacía patente en los años de malas cosechas, donde la población se veía abocada al hambre y la penuria económica, y era más vulnerable a las enfermedades. La aparición de las epidemias fue constante por todo el país y provocaron una gran mortandad. Debido a las miserables condiciones de vida, a finales del siglo XIV comenzó un periodo de frecuentes revueltas campesinas, agravado por la crisis que desembocó en la llamada Guerra de los Remensas. El Vallès se convirtió en un lugar de actuación importante de los sublevados.
A partir del siglo XVI la población de la comarca se fue recuperando progresivamente hasta el siglo XVIII, debido a factores como el avance de la medicina, las mejoras higiénicas y las mejoras en la alimentación que permiten disminuir las mortalidades catastróficas. Pero Llissá de Vall fue una excepción ya que la población quedó fuerza estancada durante cuatro siglos: en 1378 tenía 27 fuegos (unas 135 personas) y en el censo de 1787 se recogía una cifra de 130 habitantes. Durante el época Moderna la agricultura continuó siendo la base de la economía y experimentó un crecimiento muy importante. Llissá de Vall, junto con el Vallès, fue una zona de actuación y de reclutamiento de bandoleros, no un lugar de origen de estas bandas. Durante la Guerra de los Segadores el pueblo sufrió alojamientos y abusos por parte de militares mercenarios. En la Guerra de Sucesión la mayor parte del Vallès se decantó por la causa austracista.
Durante la Guerra de Francés no hay constancia sobre la presencia de los franceses en el municipio, pero sí la tradición oral habla de algún episodio de enfrentamiento entre habitantes del pueblo y los franceses, ya que la comarca convirtió escenario de muchos enfrentamientos armados. La lucha entre partidarios absolutistas y liberales marcará el resto de la historia del siglo XIX y la población lliçanenca sufrió las secuelas de las guerras carlistas. La revolución de 1868 permitió el nombramiento de candidatos a la Junta Revolucionaria de Llissá de Vall elegidos por sufragio universal. Posteriormente, la restauración borbónica abrió una etapa de estabilidad política donde las clases burguesas pudieron consolidar su desarrollo económico. El número de habitantes de Lliçà era de 386 en 1871. De esta época destaca la evolución de la enseñanza en el pueblo: si en 1860 la tasa de alfabetización era del 8,1%, en el año 1940 era del 67,5%. Sin embargo, el nivel educativo en general era bajo y la tasa de alfabetización femenina era la mitad que la masculina.
El siglo XX se inició sin grandes cambios generales para Llissá de Vall. En 1908 Llissá de Vall encargaba el proyecto de obras de la carretera entre Parets y Vigas; en 1921 se instaló la primera línea telefónica; 1928 Ignacio de Llanza cedió los terrenos para la construcción del edificio del Ayuntamiento y Marcelino Vilardebò cedió los terrenos para la construcción de las escuelas; en 1929 llegó instaló la corriente eléctrica y el alumbrado público y en 1931 el servicio de correos llegó al pueblo.
A nivel político, el partido más votado en las elecciones a Cortes de 1920 y 1923 en Llissá de Vall fue la Liga Regionalista. Con la llegada de la Segunda República, reconocida por el Ayuntamiento el 2 de agosto de 1931, el partido más votado en las elecciones a Cortes fue ERC, así como también a las elecciones al Parlamento de 1932. Hasta las puertas de 1936, la población lliçanenca, entonces de 555 habitantes, vivió los intentos de cambios y las transformaciones del país: el avance en la catalanización oficial, las mejoras escolares, la secularización del cementerio, etc. Sin embargo, los efectos de la Guerra Civil se empezó a notar la noche del 21 de julio de 1936, cuando la iglesia fue quemada. A esta época de conflicto, hay constancia de la participación de algunos habitantes de Llissá de Vall al ejército republicano, muchos de ellos en la Columna del Vallés Oriental. Un total de nueve personas perdieron la vida en los frentes de Aragón y el del Ebro, otra murió víctima de la represión del Comité Antifascista en septiembre de 1936, y otra en octubre de 1939, debido a la represión franquista. El 28 de enero de 1939, entraban las tropas sublevadas en Llissá de Vall.
Después de una guerra sangrienta la dictadura del general Franco consolidó una durísima represión. Las recuperación de la tranquilidad sería difícil y la vida cotidiana se convirtió, sobre todo en los primeros años de la posguerra, en un estado continuo de control por parte del sistema franquista. La política del Ayuntamiento, lleno de deudas, fue estrictamente controlada por el régimen y todos los miembros del consistorio, así como todas aquellas personas que ocupaban un cargo público, debían jurar fidelidad al dictador y adhesión a los principios de la Falange. La agricultura se mantuvo como la actividad económica predominante hasta los años sesenta, cuando pasará a serlo la industria por su posición estratégica cerca de núcleos urbanos importantes y sus conexiones. El desarrollo de empresas de diversos sectores comportó un aumento de población, dejando de lado las formas de vida rurales.
Con la muerte del dictador llegaría la época de la transición y los grupos políticos del Estado lograron estabilizar una democracia. A partir de 1979, y coincidiendo con el funcionamiento de los primeros ayuntamientos democráticos, se inició la formación de la Mancomunidad de la Vall del Tenes, integrada por los municipios de Bigues i Riells, Santa Eulàlia de Ronçana, Lliçà d'Amunt y Llissá de Vall y que ha tenido como objetivos la obtención de determinados servicios, difíciles de alcanzar por cada municipio individualmente. El partido que se convirtió en mayoritario en casi todas las elecciones en Llissá de Vall fue CiU, normalmente seguido del Partido Socialista, hasta las elecciones al Parlamento de 2017 donde los partidos más votados fueron Ciudadanos (30,72% de los votos) y ERC (19,69% de los votos). Cabe destacar, durante el cuarto final del siglo XX, el avance de la enseñanza de manera bastante importante, así como numerosos cambios en todos los ámbitos, respondiendo a la demanda de un pueblo en continuo crecimiento. La población ha pasado de los 1.380 habitantes de 1975, a los 3.258 del año 1991, hasta los 6.386 habitantes de 2017, la mayoría provenientes del entorno metropolitano de Barcelona y residente en urbanizaciones. Durante esta etapa se han producido muchos cambios urbanísticos y obras de infraestructuras y se han abierto muchos equipamientos y servicios públicos, así como varias empresas situadas en el polígonos industriales.

## Naturaleza
El río Tenes, junto con el Mogent, el Congost, la riera de Caldes y el Ripoll, integra los afluentes que convergen en el Besòs. Su valle natural se forma en el norte de la cordillera Prelitoral y muere cerca de Mollet del Vallés, casi bajo la autopista AP-7. En el Valle del Tenes, como en el resto del Vallès, las llanuras son poco extensas y los relieves ondulantes, donde los colinas se combinan con pequeños valles. 
En Llissá de Vall, el Tenes deja un margen de plana más ancha en la banda de Granollers (las Torres), que a la oeste, donde el núcleo principal de población despega una decena de metros sobre el río. El colina de can Farners, con 213 m, es el punto culminante del término. El relieve es condicionado por la red de torrentes: el de Mardan, el de la Magarola y la arroyo Seca. Si en fijamos en el paisaje lliçanenc se encuentra fuertemente urbanizado e industrializado, sobre todo en la zona sur, donde los baldíos alternan con las fábricas y los cultivos son residuales. Sin embargo todavía hay espacios agrícolas y zonas boscosas con pinos, robles y encinas (bosque de Can Prat, de las argelagues, de Tetuán, de Can Farners, de Can Vilardebò, Bosque Codern ...). La vegetación de ribera, que quedó dañada por la riada de 1994 y la acción de los seres humanos, sigue el curso fluvial y los torrentes.
El clima de Llissá de Vall es mediterráneo de tipo costero central de llanura prelitoral y de monte bajo. Como rasgos elementales tiene un régimen de lluvias (626 mm / año) que se concentran en pocos días durante el año, sobre todo en la primavera y la otoño. Los vientos de levante suelen ser los causantes de las repentinas situaciones de inestabilidad atmosférica. Las temperaturas oscilan entre el 8 ° y los 12 ° en invierno y los 23 ° 27 ° en verano, de media.

## Patrimonio arquitectónico local

### El Castillo
Los restos del castillo de Lliçà, prácticamente desaparecido, están situadas en el cerro de la antigua fuente de Can Vilardebó (llamado también Castillo del Moro o los Moros) y junto a un cruce de caminos que iban de Llissá de Vall en Caldes y Lliçà d'Amunt. No se ha descubierto si estas ruinas arqueológicas pertenecen a una torre de defensa o al castillo entero. Los terremotos que hubo entre los años 1313 y 1427 también podrían haber afectado la construcción, tal como ocurrió con las edificaciones de la iglesia.

### Iglesia de San Cristóbal (Sant Cristòfol)

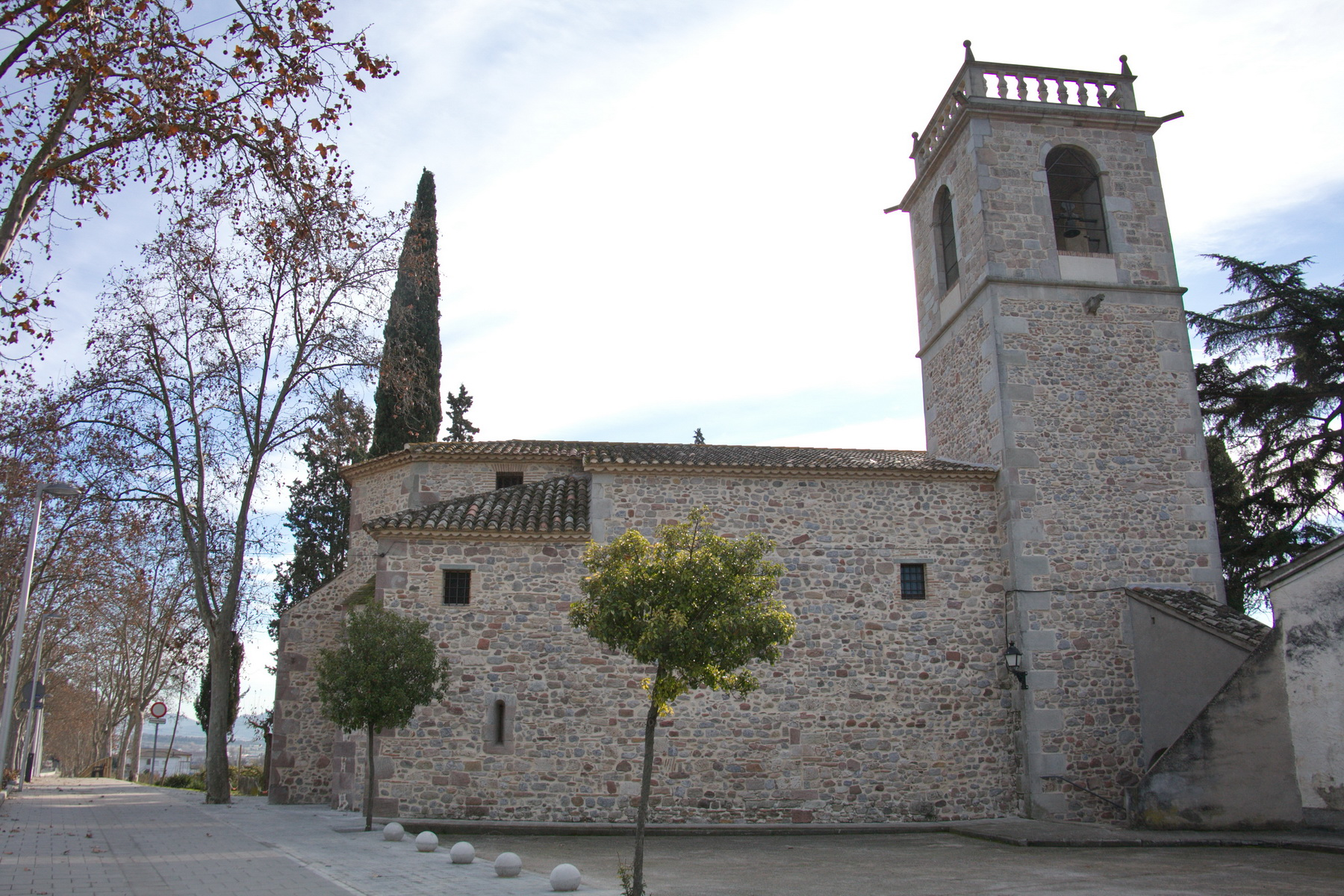
Iglesia de San Cristóbal

La iglesia parroquial está dedicada a San Cristóbal. Se construyó en el siglo XIV, sobre un antiguo templo románico documentado el 1113.
El edificio actual es de estilo neorrománico, aunque las portadas son renacentistas. El templo se amplió el 1706. La última restauración se hizo en 2012 y puso al descubierto las paredes de piedra, hasta entonces tapadas por un enlucido de cemento. El atrio del templo tiene unos frescos del pintor argentino Raúl Capitani, realizados en el siglo XX. Hay un pasillo subterráneo, ahora en desuso, que antiguamente comunicaba el templo con el castillo desaparecido.
De lo que fue párroco durante más de cuarenta años, la segunda mitad del siglo XX, mosén Joan Masó y Cabot, se conservan las cenizas en la cripta que hay bajo el altar mayor.

### Ermita de la Virgen de Montserrat (Mare de Déu de Montserrat)
Situada en la urbanización El Mirador, fue construida en 1976 por la familia Serra. Cada año se celebra una paella. 

### Can Coll
De las masías históricas que tiene Llissá de Vall destaca Can Coll. ES una antigua casa señorial de los Coll y Llanza, de Barcelona, donde disponían de otras propiedades. El elemento arquitectónico más singular es una torre de planta cuadrada de cuatro pisos de altura, la cual tiene un relieve rectangular en la primera planta, donde dos ángeles sostienen un escudo y la siguiente inscripción: "Fue edificada la presente tuesta por el honorable Pere Coll a 7 de abril de 1576". Su construcción no sólo responde a las nociones renacentistas de orden y simetría, sino a una eclosión tipológica autóctona. El año 1600, en la planta baja de la torre, se bendijo una capilla dedicada a San Juan, la cual reemplazó la antigua capilla de San Juan que existía desde el s. XI. Esta capilla contiene pinturas murales de los mártires, realizadas en 1963 por el pintor, escultor y ceramista Matias Palau Ferré. El edificio más importante es la vivienda, rodeado de otras construcciones que complementan la explotación: porches, pozo de hielo, pozos, minas de agua , balsas, molinos laborables. De las construcciones auxiliares destacan las caballerizas, la balsa de cáñamo que se transformó en piscina y los restos del pozo de hielo. El año 1949 fue declarado Bien Cultural de Interés Nacional (BCIN) por España y en 1988 se declaró Bien de Interés Cultural Inmueble por la Generalidad de Cataluña. 

### Las Masias
Hay una serie de masías históricas, entre las que sobresale Can Coll. También es remarcable Santa María del Vallès, llamada popularmente las Torres, propiedad de la Obra Tutelar Agraria, que la compró a la conocida familia Agustín, de gran tradición cultural. Otras masías a destacar son la Casa Nueva de Can Vilardebò, Can Magarola, Can Gurri (donde hay dos pozos de hielo), Can Nadal, Can Canyet, Perros Sans, Can Farnés, Can Prat, Can Serracarbassa, Can Cosconar Nou, Can Camp, Can Valls y Can Tabaquet.

### Pozos de Hielo de Can Gurri
La producción y fabricación del hielo fue una actividad complementaria a los trabajos agrícolas y los trabajos artesanales elementales muy importante en Llissá de Vall. La primera cita de los pozos de hielo del pueblo se documenta en 1765, cuando se mencionan el pozo de Can Coll y los dos de la aliseda de Can Gurri, estos también llamados de en Barrera, haciendo referencia al notario Salvador Barrera, arrendatario de los dos pozos de Can Gurri. A finales del siglo XIX y por la competencia de las fábricas de hielo artificial, esta actividad entró en rápida decadencia hasta el punto de desaparecer, y las construcciones que se utilizaban terminaron abandonadas o reconvertidas a otros usos al notario Salvador Barrera, arrendatario los dos pozos de Can Gurri. A finales del siglo XIX y por la competencia de las fábricas de hielo artificial, esta actividad entró en rápida decadencia hasta el punto de desaparecer, y las construcciones que se utilizaban terminaron abandonadas o reconvertidas a otros usos

## Transporte y vías de comunicación
Las principales vías para acceder a Llissá de Vall en transporte privado son la autovía C-17, que va desde Barcelona hasta Puigcerdà (salida Llissá de Vall) , la carretera C-155, que va desde Granollers hasta Sabadell y la autopista AP-7, que va de Barcelona a Francia (salidas 14 y 15). También es posible acceder a él desde las vecinas poblaciones de Parets del Vallès y Lliçà d'Amunt.
En transporte público hay varias líneas regulares de autobús operadas por la empresa Sagalés.

## Economía
Hasta los años sesenta la principal actividad económica del pueblo fue el agricultura. La expansión demográfica redujo los terrenos de cultivo, la agricultura perdió importancia (sólo 200 hectáreas de tierra cultivada en 2009) y la ganó la industria y el sector terciario.
Llissá de Vall tiene un sector industrial muy relevante debido al buen acondicionamiento de los polígonos industriales y en las buenas vías de comunicación que conectan el municipio con las redes de distribución nacionales e internacionales. La industria presente es muy diversa y engloba sectores como el alimentario, el agroalimentario, las artes gráficas, el automoción, la construcción, el metalúrgico, el electrónico, el papelero, el plástico, el químico, el farmacéutico, el cosmético, el de suministros industriales, el de la madera, el de gestión de residuos, la industria textil, el de transportes y logística y el del vidrio.
En cuanto al sector terciario, el comercio, el transporte y los servicios están muy desarrollados. En Llissá de Vall destaca el comercio mayorista, frecuentemente naves-almacén de empresas con sede en Barcelona o en otras ciudades. La oferta comercial minorista se encuentra distribuida básicamente en tres núcleos: la plaza de la Villa, la Avenida Montserrat y la Avenida Cataluña. Los sábados por la mañana se celebra el mercado semanal en la plaza de la Villa, con puestos de productos variados. El municipio cuenta con los servicios básicos, tanto privados como públicos.
La renta familiar disponible bruta por habitante (18.200 € en 2015) está un poco por encima de la media del Vallés Oriental y de Cataluña. La base imponible general por declarante del IRPF (21.902 €) y el patrimonio medio por declarante (466.942 € en 2007) están ligeramente por debajo de la media catalana.

## Equipos públicos

### Ayuntamiento
Oficina de atención al ciudadano (OAC) es al actual emplazamiento desde 1997 se inaugura la nueva Casa de la Villa.

### Archivo Municipal
Se guarda documentación histórica y de gestión administrativa del ayuntamiento.

### Biblioteca Municipal de Llissá de Vall
Desde 1991 cuenta con Biblioteca de titularidad municipal. Es situada en los bajos del Casal Social y en 1999 fue ampliada ocupando el antiguo almacén de la brigada municipal. En 2016 entró en la Red de Bibliotecas de la Generalidad de Cataluña.

### Casal de Can Prat
La Asociación de Propietarios de Can Prat rpomoure la construcción de un Centro Social y Zona Deportiva en unos terrenos municipales. En noviembre de 2005 aprobó la municipalización de la zona deportiva Can Prat.

### Casal de Jóvenes el Kaliu
Desde el año 2009 es donde gestionan las diferentes acciones y servicios dirigidos específicamente a jóvenes. Acoge buena parte de las actividades y servicios juveniles.

### Campo de fútbol
En junio de 1990 se inauguró el actual campo de fútbol, pero el C.F. Llissá de Vall ha tenido otros campos de fútbol desde su fundación en 1949. 

### Can Coll
Se adquirió en marzo de 2017 por el ayuntamiento y ya desde el primer momento se han utilizado jardines y exteriores para hacer todo tipo de actividades. Inmediatamente se hizo un proceso de participación y queda pendiente la definición de sus usos. Dispone de una capilla diseñada por el arquitecto Jordi Bonet Armengol con obras del escultor Josep Maria Subirachs y del pintor Matías Palau Ferré. 

### Casal Social
Se construye en 1981 y entonces se convirtió de titularidad municipal.

### Cementerio y Tanatorio
El cementerio ha sufrido diferentes ampliaciones y remodelaciones a lo largo de los años actualizándolo, según los usos del momento. el año 2007 se realizaron las últimas obras de ampliación y construcción de velatorio.

### Centro de atención primaria (CAP)
El centro de atención primaria se ubica en la calle Garrotxa, cuenta con servicio de Enfermería, Asistente social así como Pediatría i Médicos de Cabecera.

### Centre Cívico Can Magarola
Es la sede del área de Cultura desde el año 2002. Es un centro sociocultural abierto, polivalente y un espacio de encuentro para iniciativas sociales.

### Centros educativos
Guardería Els Ninots, Escuela Els Vinyals, Escuela Les Llisses, Escuela Municipal de personas adultas, Instituto El Vern y Escuela de Música de la Vall del Tenes

### Espacio Familiar La Closca
Espacio público destinado a los más pequeños del municipio, fundado en 2021. Abre todos los días laborables no feriados. 

### Juzgado de Paz
Actualmente situado en el antiguo ayuntamiento aunque se construyó un nuevo edificio que respetaba la imagen que tenía

### Policía Local
Ubicada en el edificio del ayuntamiento. 

### Pabellón Municipal de deportes
Ubicado detrás del ayuntamiento y muy cerca del Casal de Joves El Kaliu. 

### Sala de Cultura
En 1974 se proyectó como una iniciativa privada y se complementó con la construcción del Casal Social

## Demografía
Llissá de Vall cuenta con una población de 6861 habitantes (INE 2024).
| Gráfica de evolución demográfica de Llissá de Vall entre 1842 y 2021 |
| |
| Población de derecho según los censos de población del INE. Población de hecho según los censos de población del INE.En estos censos se denominaba Llissa de Vall: 1842, 1857, 1860, 1877, 1887, 1897, 1900, 1910, 1920, 1930, 1940, 1950, 1960, 1970 y 1981. |

| 1497 | 1515 | 1553 | 1717 | 1787 | 1857 | 1877 | 1887 | 1900 |
| ---- | ---- | ---- | ---- | ---- | ---- | ---- | ---- | ---- |
| 18   | 26   | 19   | 165  | 130  | 404  | 394  | 416  | 395  |

| 1910 | 1920 | 1930 | 1940 | 1950 | 1960 | 1970 | 1981 | 1990 |
| ---- | ---- | ---- | ---- | ---- | ---- | ---- | ---- | ---- |
| 500  | 513  | 639  | 689  | 681  | 675  | 1222 | 1717 | 3083 |

| 1992 | 1994 | 1996 | 1998 | 2000 | 2002 | 2004 | 2006 | — |
| ---- | ---- | ---- | ---- | ---- | ---- | ---- | ---- | - |
| 3616 | 4134 | 4513 | 4757 | 5070 | 5396 | 5696 | 6033 | — |

## Administración política
Los resultados en las elecciones municipales de 2019 fueron los siguientes: